# Mike Koglin

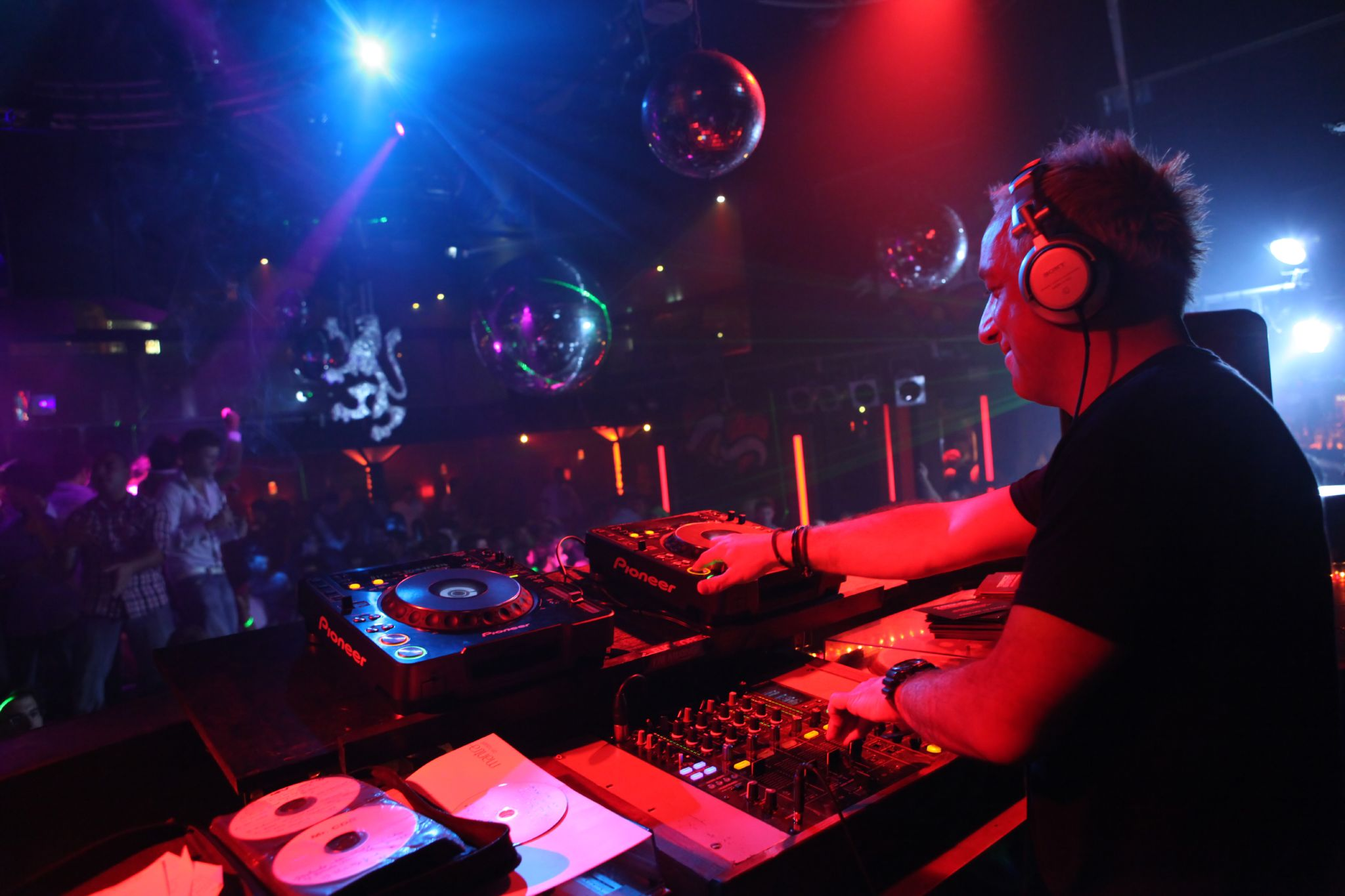
Mike Koglin bei Gatecrasher 2009

Mike Koglin ist ein deutscher DJ und Produzent.

## Biographie
1998 gelang Mike Koglin mit seiner Single „The Silence“, einem Remake von Depeche Modes „Enjoy the Silence“, ein großer Club-Hit. Der Song erreichte ebenfalls Platz 20 in den UK-Single-Charts. Seither hat er eine Vielzahl von Singles komponiert oder produziert, sowie etliche Remixe für namhafte Künstler wie Dido, George Michael, Paul Oakenfold, Ayumi Hamasaki und Kirsty Hawkshaw. Der Song "When Will You Learn", den er für Boy George geschrieben und produziert hatte, erhielt 1999 sogar eine Grammy-Nomination als Best Dance Recording.
Koglin hat die meisten seiner Produktionen bei Anjunabeats, Armada Music, Vandit Records und Perfecto veröffentlicht, sowie bei diversen anderen Plattenfirmen. Mit zahlreichen internationalen DJ Auftritten kam Mike Koglin 2008 in der Wahl der Top 100 DJs von DJ Mag auf Platz 87, 2009 erreichte er erneut die Liste der besten DJs der Welt auf Platz 88. Koglin besitzt ein eigenes Musiklabel namens Noys Music sowie ein weiteres label, Yomo Records, welches er 2016 für Progressive House und Techno Veröffentlichungen ins Leben gerufen hat. Er betreibt eine monatliche Radiosendung, 'Every Direction, die auf DI.fm und einigen anderen Sendern übertragen wird.
Seit 2009 hat Koglin für die englische Musikschule Point Blank Music College Kurse wie Trance/EDM for LogicX and Ableton Live entwickelt, welche er auch als Tutor online betreut. Mike Koglin lebte von 1990 bis 2012 in London, seit 2013 lebt und arbeitet er in Berlin.

## Diskografie

### Alben (Auswahl)
- 2006: VS
- 2009: Visions Around The Globe: NOYS Sessions

### Singles (Auswahl)
- 1998: The Silence
- 1999: On My Way
- 1999: Fortuna 2000
- 2000: A New Day (feat. Kirsty Hawkshaw)
- 2000: Not Alone
- 2002: Now Is the Time (vs. Darren Tate)
- 2002: The Journey
- 2003: Loaded
- 2003: Another World
- 2003: Pushed On
- 2004: Circuits (vs. Jono Grant)
- 2004: Yoake (vs. DJ Uto)
- 2004: Relentless (vs. JFK)
- 2004: Time
- 2005: Sequential (vs. Jono Grant)
- 2005: 1:1.618
- 2005: The Silence 2005
- 2006: Bermuda (vs. Lange)
- 2006: Radar (vs. Lange)
- 2006: Sanctuary
- 2006: Shift (mit Alex M.O.R.P.H.)
- 2006: Ultraviolet
- 2006: Untitled Audio (vs. P.O.S.)
- 2007: All the Way (mit Mark Pledger)
- 2007: Reloaded (vs. Energy Dai)
- 2007: Dirty Monster (mit Marc Vedo)
- 2008: United
- 2009: Autumn (vs. P.O.S.)
- 2009: Find Me (feat. Tania Laila)
- 2011: The Silence (2011 Remixes)
- 2011: Sunstar
- 2011: Metronomic (mit Corderoy)
- 2011: Helion (mit Genix)
- 2011: Scalar
- 2012: Dyno (mit Genix)
- 2012: Varana
- 2012: Vision (mit 7 Skies)
- 2013: Crunk (mit Tempo Giusto)
- 2014: Taiko (mit Wellenrausch)
- 2015: Kosmonaut
- 2015: Vesta (mit Moodfreak)
- 2016: Octagon (mit Moodfreak)
- 2017: Initial/Impact (als Sudhaus)
- 2018: Abstraction (als Sudhaus)
- 2020: Sphere

### Remixe (Auswahl)
- Eve Gallagher – Heaven Has to Wait (1996)
- Ruff Driverz pres. Arrola – La Musica (1999)
- Lustral – Everytime (1999)
- Hurley & Todd – Sunstorm (2000)
- Ayumi Hamasaki – Immature (2001)
- Kirsty Hawkshaw – Fine Day (2002)
- DJ Wout – Mastermind (2004)
- DJ Tatana feat. Claudio Mangione – Time of My Life (2006)
- Cass Fox – Touch Me (2006)
- The Thrillseekers – Newlife (2007)
- DT8 Project – Succumb to the Night (2007)
- Coldplay – Viva la Vida (2008)
- Arcane Science – Twisted Intent (2008)
- Sequentia pres. Sunshade – Vertigo (2009)
- MaRLo feat. Em – Capture (2010)
- Sunny Lax & Solex – Out of this World (2010)
- Mat Zo – Superman (2011)
- Tempo Giusto – Dive Into The Echo (2012)
- Neutron & Star – Believe (2012)
- Ronski Speed – Sanity Dub (2013)
- Paul Oakenfold – Touch Me (2014)
- Armin van Buuren – Sail (2016)
- Armin van Buuren – Rush Hour (2016)
- Movement Machina – Zone (2022)